# Gasthuis Poperinge
Het gasthuis in het Belgische Poperinge is ontstaan als verzorgingshuis waar bedelaars en zieken werden opgevangen door kloosterzusters.

## Geschiedenis[1][2]

### Gasthuis
In 1312 gaf Dom Hendrik de Coudescure, de abt van de Sintt-Bertijnsabdij, de opdracht tot het stichten van een gasthuis voor melaatsen. Maar ook  vreemdelingen, armen en bedelaars vonden er een onderkomen.
Om de instelling financiële middelen te bezorgen vond er in de Gasthuispoort wekelijks een wolmarkt plaats. Ook de stad bood financiële hulp, door middel van taksen op de verkoop van lakens die ze aan de zusters betaalden.
Vanaf 1775 konden de reizigers er niet meer overnachten en hielden de zusters zich nog uitsluitend bezig met de ziekenzorg.
Na de Eerste Wereldoorlog is de ziekenafdeling verdwenen.
Op de plaats van het godsliedenpassantenhuis staat nu het rusthuis Onze-Lieve-Vrouw Gasthuis, in de volksmond beter bekend als 'De Beyaert'.

### Gasthuiskapel
De eerste officiële vermelding van de "Gasthuiskapel" dateert uit 1566. Toch gaan we er van uit dat de kapel al vroeger bestond. Dit wordt bekrachtigd door een document uit 1413 waarin de kloosterregels voor de zusters staan beschreven.
Omstreeks 1588 is de kapel uitgebrand en vervolgens heropgebouwd tussen 1606-1608.
In 1701 gaf de bisschop van Ieper toelating om de kapel, dat intussen een hospitaal voor melaatsen werd, te slopen maar ze werd vervolgens met dezelfde bouwstenen terug opgebouwd.
Opvallend is het barok-altaar en het venster links vooraan in het koor, dat de zieken toeliet om de mis te volgen vanuit de slaapzaal, zodat ze niet in de kerk moesten komen. De sacristie en de classicistische gevel dateren uit de 18de eeuw. In de vloer zijn de grafstenen van heel wat zusters bewaard.
Onder de Franse Revolutie overspoelden troepen zieke soldaten de kapel.
In 1944 verwelkomden ze er nog de geallieerde troepen.
De laatste mis werd opgedragen op zondag 27 september 1964.
Sinds 1990 doet de Gasthuiskapel regelmatig dienst als tentoonstellingsruimte en ontmoetingsruimte. Ook de plaatselijke Rode Kruis-afdeling huist in een van de ruimtes.
Aan de zijgevel van de kapel hangen nog steeds overlijdensberichten.   

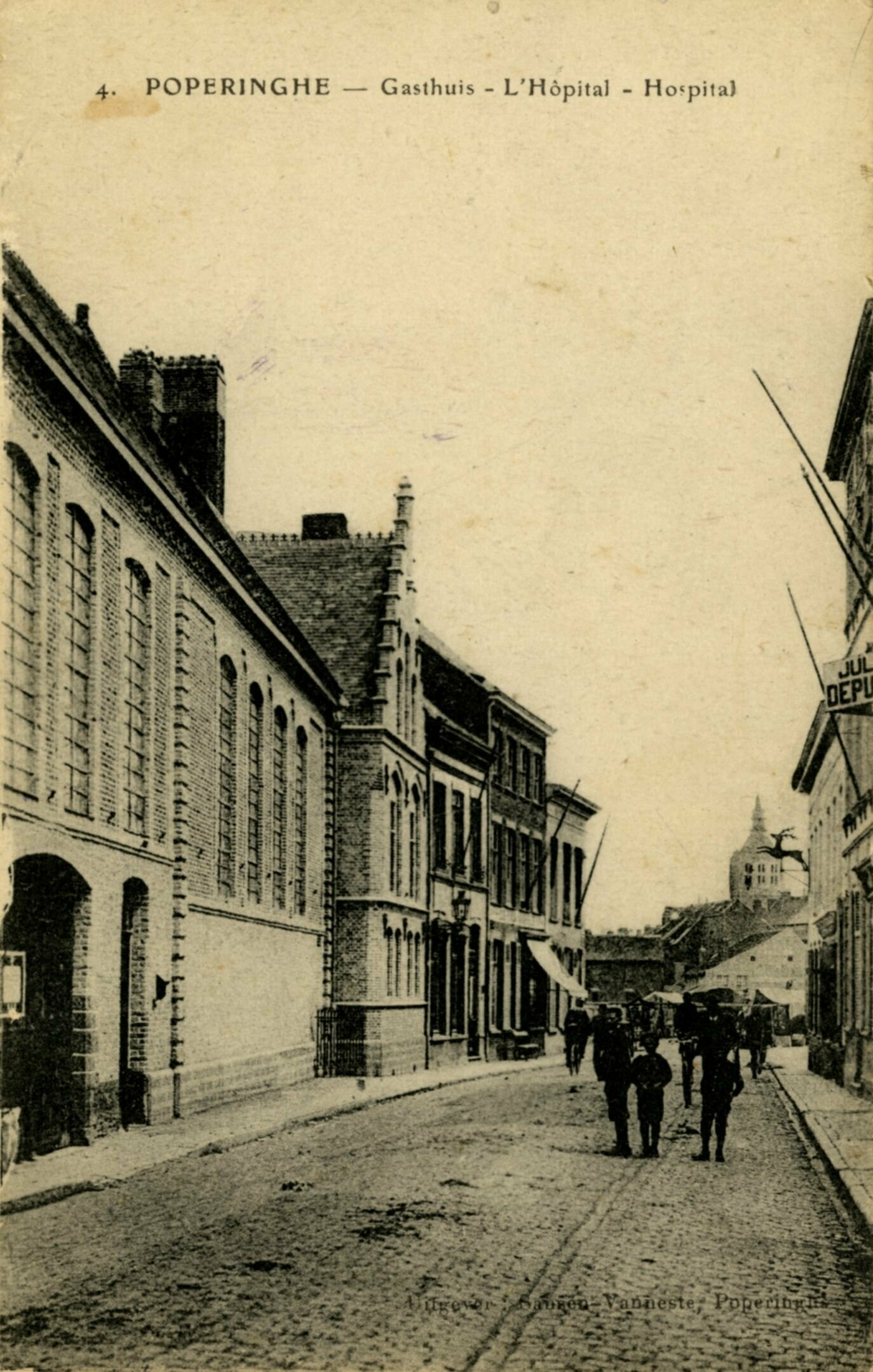
Voorzijde Gasthuiskapel 1900-1940
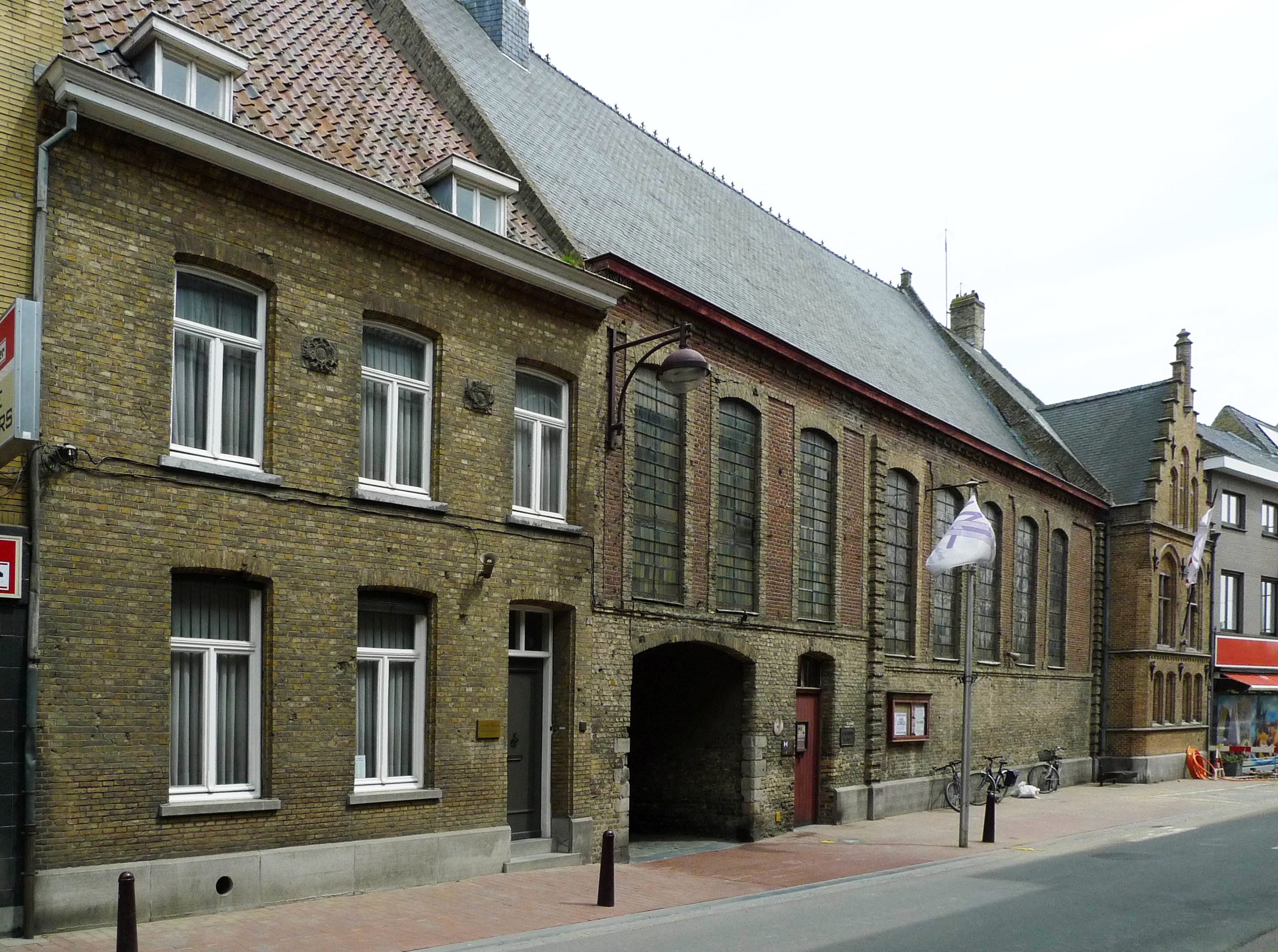
Voorzijde Gasthuiskapel 2020
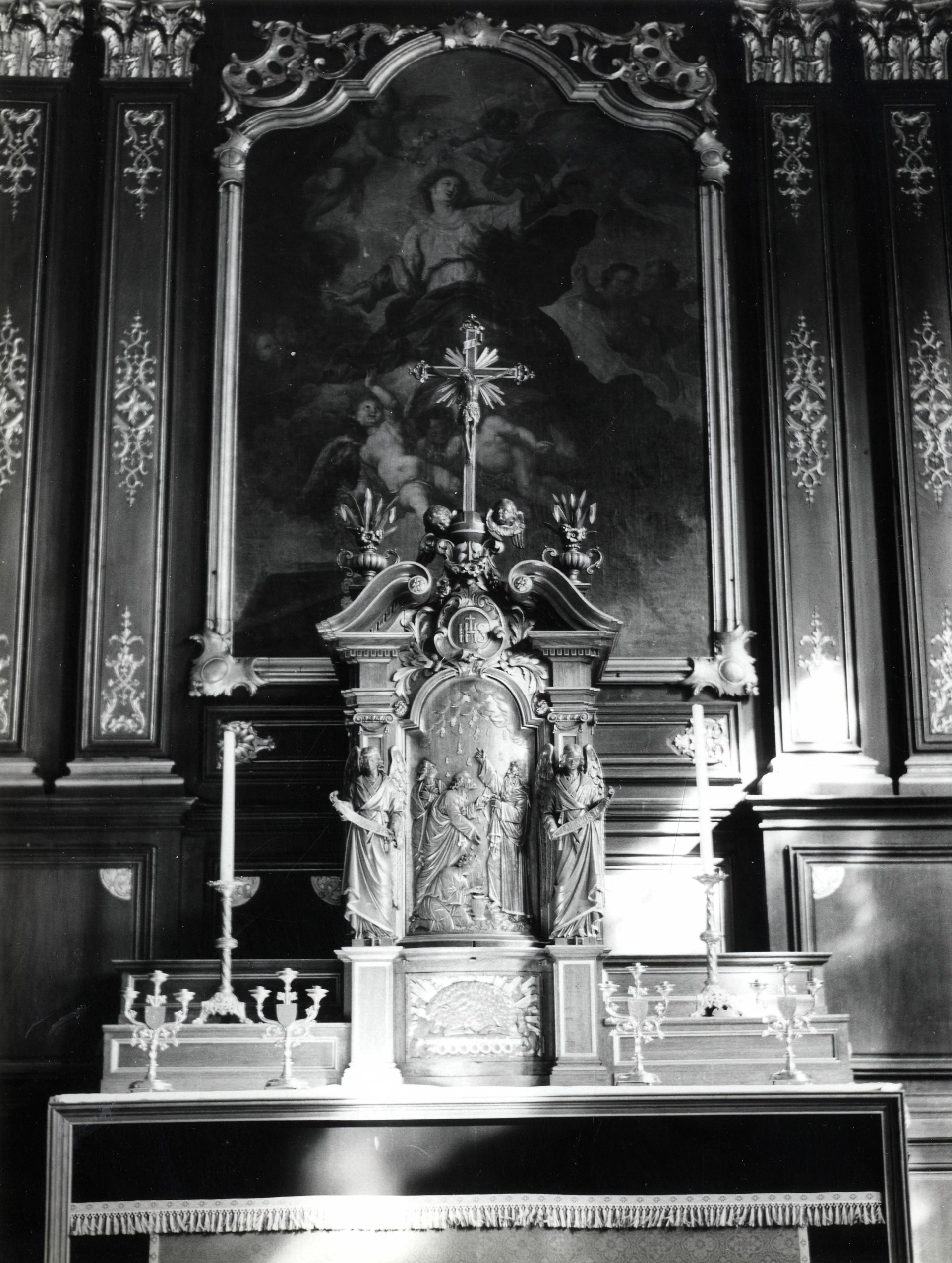
Altaar met tabernakel Gasthuiskapel ca 1945
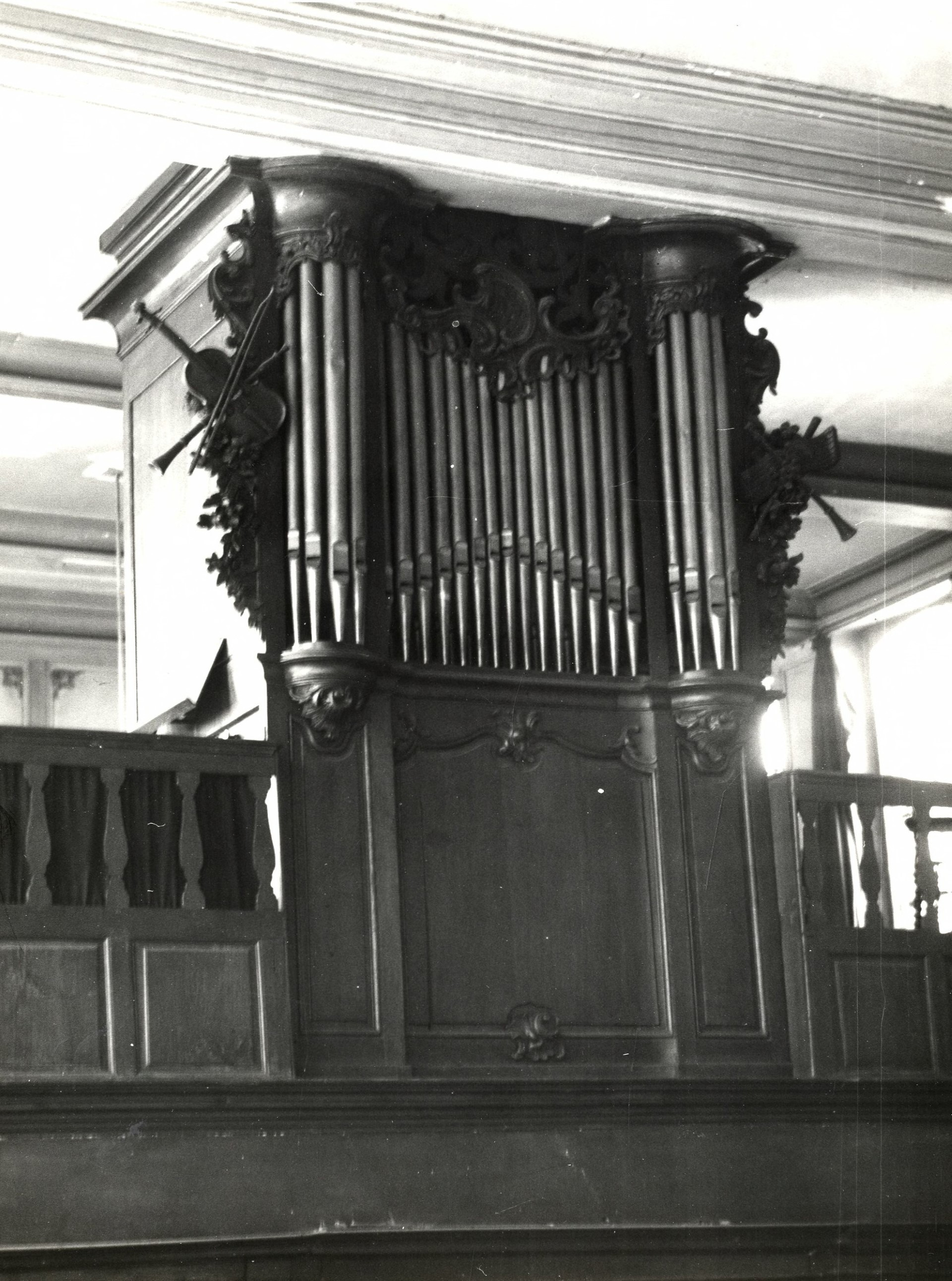
Orgel Gathuiskapel ca 1974
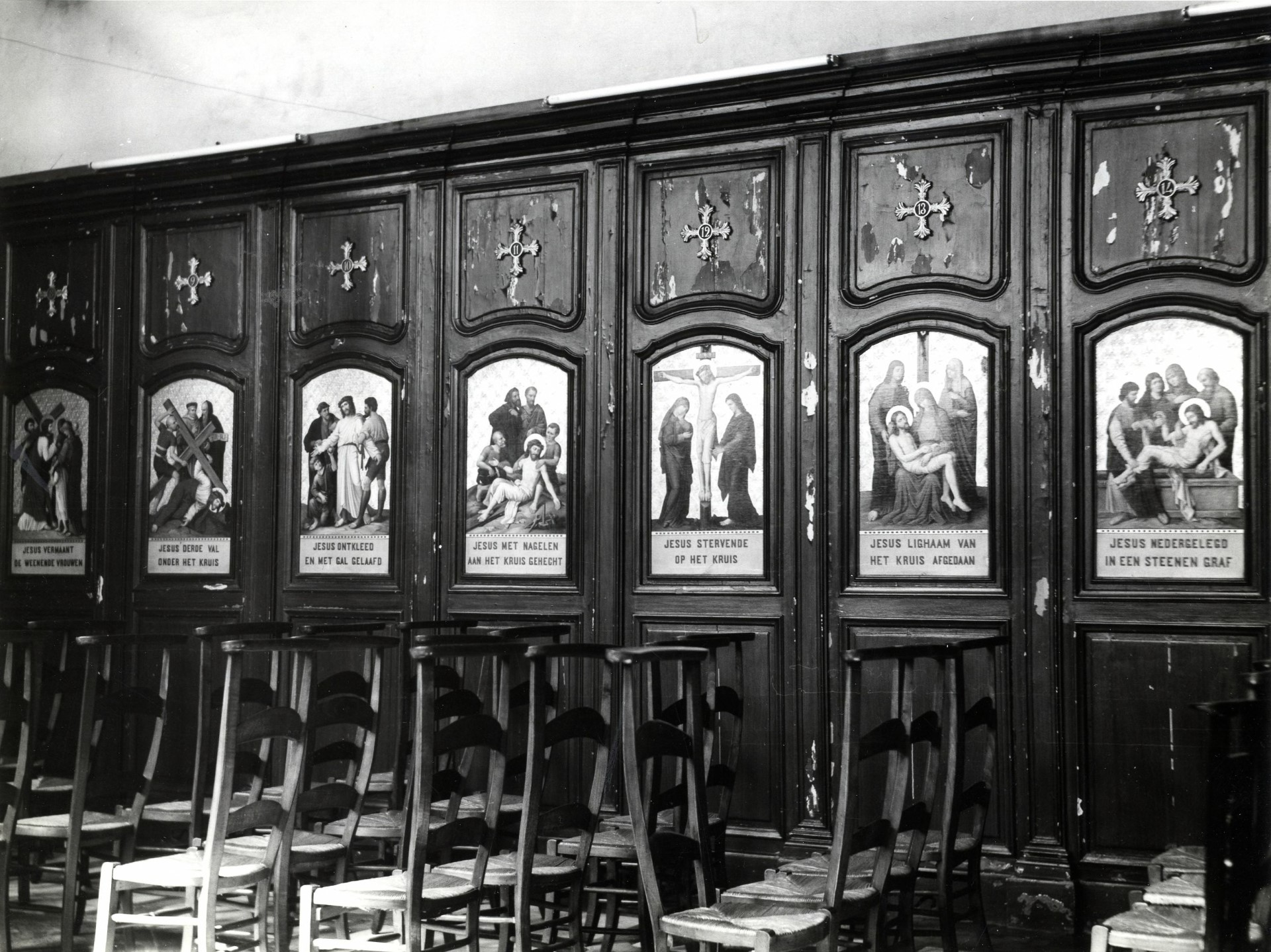
Interieur Gasthuiskapel ca 1974
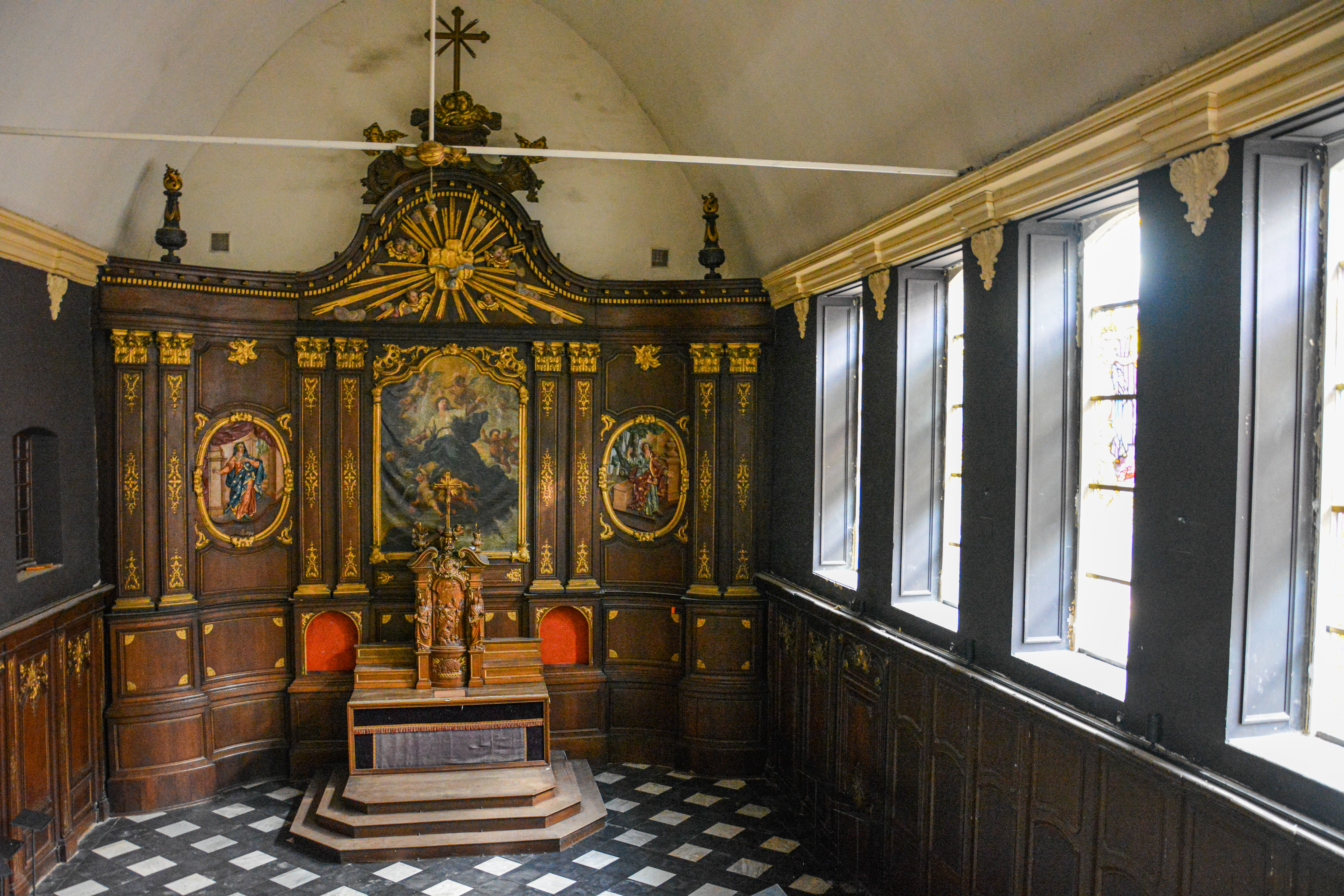
Het altaar in de Gasthuiskapel 2023